# Areasatsen
Areasatsen är en formel för att beräkna en triangels area då två sidor och mellanliggande vinkel är kända.
Antag en triangel med sidlängderna {\displaystyle a,b} och {\displaystyle c} och där sidornas motstående vinklar är {\displaystyle \alpha }, {\displaystyle \beta } respektive {\displaystyle \gamma }.
Triangelns area kan då beräknas med någon av formlerna
{\displaystyle Arean={ab\sin \gamma  \over 2}}
{\displaystyle Arean={ac\sin \beta  \over 2}}
{\displaystyle Arean={bc\sin \alpha  \over 2}}

## Härledning
Arean av en triangel är lika med basen {\displaystyle b} multiplicerat med höjden {\displaystyle h} genom två, det vill säga:
{\displaystyle \ Arean={bh \over 2}}
Definitionen av sinus ger:
{\displaystyle h=a\cdot \sin \gamma }
Och således är:
{\displaystyle \ Arean={ab\sin \gamma  \over 2}}